# 傅箕孺
傅箕孺（？—1640年代），字帝良，湖廣長沙府醴陵縣人，明朝、南明政治人物。

## 生平
傅箕孺儀容端正。天啟元年（1621年）中湖廣鄉試第四十三名舉人，崇禎十年（1637年），中丁丑科進士，工部觀政，本年六月擔任南直隶泰興知縣，抓捕狡詐的流氓金剛和其二十多名黨羽，令縣民稱快，十二年因父母去世歸鄉。服喪結束後，十五年起補福建按察司照磨，十六年調任溧陽知縣。十七年九月擢任刑部貴州司主事，前往雲南負責恤刑。
弘光時，遷廣東司郎中，和卜象乾、王傚通、鄭洪猷、潘湛、袁定、劉延禟、朱輅、孔尚則、宋祖乙、費景烷、張萬選、張景韶、夏供佑、王質、董祖嘗、曾守意、王政敏、陸慶衍、汪鉉、陳儒樸、吳伯尚、陳謙、汪姬生、賈應寵共事，很快憂憤而死。

## 家族
曾祖傅汝砺，庠生；祖父傅学可，廪生；父傅士俊，庠生。